# Mykolaïvka (oblast' di Donec'k)
Mykolaïvka (in ucraino Миколаївка?; in russo Николаевка?, Nikolaevka) è una città dell'Ucraina (14 210 abitanti) è situata nel distretto di Kramators'k, nell'oblast' di Donec'k. Ospita l'amministrazione della comunità territoriale di Mykolaïvka, una delle comunità territoriali dell'Ucraina.
Fino al 18 luglio 2020 Mykolaïvka apparteneva al distretto di Slov"jans'k, abolito come parte della riforma amministrativa dell'Ucraina, che ha ridotto a otto il numero dei distretti dell'oblast' di Donec'k. L'area del distretto di Slov"jans'k è stata trasferita al distretto di Kramators'k.